# ديوك سيمز
ديوك سيمز (بالإنجليزية: Duke Sims)‏ هو لاعب كرة قاعدة أمريكي، ولد في 5 يونيو 1941 في سولت ليك في الولايات المتحدة.

## وصلات خارجية
- ديوك سيمز على موقعبيزبول رفرنس.كوم (الدوري الرئيسي) (الإنجليزية)
- ديوك سيمز على موقعبيزبول رفرنس.كوم (الدوري الثانوي) (الإنجليزية)